# Мощалино
Мощалино, также Мощалина (бел. Машчаліна) — деревня в Червенском районе Минской области Беларуси. Входит в состав Ляденского сельсовета.

## Географическое положение
Расположена в 18 километрах к юго-востоку от Червеня, в 80 км от Минска, в 14 км от железнодорожной станции Гродзянка на линии Гродзянка—Верейцы.

## История
Населённый пункт известен с начала XX века. На 1908 год урочище, входившее в состав Якшицкой волости Игуменского уезда Минской губернии, где было 3 двора, проживали 20 человек. На 1917 год здесь было 2 двора, 16 жителей. 20 августа 1924 года вошла в состав вновь образованного Горецкого сельсовета Червенского района Минского округа (с 20 февраля 1938 — Минской области). Согласно переписи населения СССР 1926 года насчитывалось 3 двора, проживали 24 человека. В 1930 году в Мощалино организован колхоз имени В. К. Блюхера, на 1932 год в его состав входили 13 крестьянских хозяйств. В дальнейшем здесь сформировался колхоз имени Парижской Коммуны, сама деревня также именовалась Парижская Коммуна, в просторечии «Парижа». Во время Великой Отечественной войны деревня была оккупирована немецко-фашистскими захватчиками в июле 1941 года. Весной 1944 года немцы сожгли часть деревенских домов и колхозный двор, включая конюшню и амбар. С фронта не вернулись 11 жителей Мощалина. Освобождена в июле 1944 года. После войны был восстановлен колхоз, получивший название «Страна Советов». В 1950-е годы в деревне были четырёхлетняя школа, клуб. Для продолжения обучения местные дети ходили в семилетнюю школу в деревню Климов Лог. 16 июля 1954 года в связи с упразднением Горковского сельсовета деревня передана в Ляденский сельсовет. Молочно-товарная ферма работала в деревне на протяжении всего советского периода, также местное хозяйство занималось растениеводством. Местный колхоз был объединён сперва с колхозом «Луч», позднее он вошёл в состав совхоза «Ляды». На 1960 год населённый пункт упоминается как посёлок, его население составило 193 человека. В 1980-е годы деревня относилась к совхозу «Горки», здесь функционировали животноводческая ферма, магазин. На 1997 год здесь был 31 дом и 43 жителя.
На 2013 год 15 круглогодично жилых домов, 20 постоянных жителей. На 2024 год 4 постоянных жителя

## Население
- 1908 — 3 двора, 20 жителей
- 1917 — 2 двора, 16 жителей
- 1926 — 3 двора, 24 жителя
- 1960 — 193 жителя
- 1997 — 31 двор, 43 жителя
- 2013 — 15 дворов, 20 жителей
- 2024 — 4 жителя

## Известные уроженцы
- Кавко, Алексей Константинович — белорусский историк и литературовед, родился в деревне Ревецкий Бор, располагавшейся в непосредственной близости от Мощалина.